# Sebastiano D'Immè
Sebastiano D'Immè (Militello in Val di Catania, 1º gennaio 1965 – Varese, 6 luglio 1996) è stato un carabiniere italiano, ucciso in servizio e insignito della medaglia d'oro al valor militare "alla Memoria".

## Biografia
Sebastiano D'Immè nacque a Militello in Val di Catania il 1º gennaio del 1965, visse tra le provincie di Catania e di Caltanissetta e conseguì il diploma di maturità scientifica.
Nel 1984 entrò nei Carabinieri, dapprima per il servizio di leva, poi come carabiniere semplice e, dopo il 40º corso biennale presso la Scuola allievi sottufficiali carabinieri di Firenze, il 15 giugno 1989, promosso vicebrigadiere, fu destinato alla Legione Carabinieri di Milano per essere assegnato alla Stazione Carabinieri di Vimercate. Nel 1991 inizia a prestare servizio al Nucleo Operativo del Comando Provinciale dei Carabinieri di Como (oggi Nucleo investigativo), il reparto in borghese che svolge le attività operativo-investigative su larga scala.
Il 1º giugno 1995 si sposò, stabilendo la residenza ad Arcore e il 1º settembre dello stesso anno fu promosso a maresciallo.

### La morte
Il 6 luglio 1996, mentre si trovava in servizio con altri colleghi, nei pressi di Locate Varesino, per svolgere indagini su un gruppo di rapinatori, verso mezzogiorno, D'Immè fermò una Fiat Croma rubata con a bordo due membri della banda (tra i quali c'era Luigi Bellitto, già autore dell'omicidio di un negoziante un anno prima). I rapinatori esplosero una ventina di colpi di kalashnikov in direzione dei militari: D'Immè venne raggiunto da alcuni proiettili, ma replicò ugualmente al fuoco con la sua Beretta M12. Bellitto lo colpì con un'altra raffica facendolo cadere, agonizzante, sul selciato, colpito in totale da quattro proiettili: uno all'occhio destro, due alla spalla e un altro a un piede. D'Immè morì il giorno dopo all'Ospedale di Circolo e Fondazione Macchi di Varese.
Gli assassini restarono latitanti per un mese e mezzo, fino al 23 agosto 1996, quando nei giardinetti di largo Rio De Janeiro, a Milano, Luigi Bellitto e Rocco Agostino (il complice) furono intercettati da una pattuglia dei Carabinieri: nella sparatoria che ne seguì, Bellitto fu centrato da una pallottola, che gli trapassò fegato e pancreas e morì poche ore dopo all'Ospedale Fatebenefratelli; il complice, invece, colpito da sette proiettili al braccio e alle gambe, fu arrestato.
Il 18 maggio del 1998 a D'Immè fu conferita, alla memoria, la Medaglia d'oro al valor militare dal Presidente della Repubblica Oscar Luigi Scalfaro.

## Riconoscimenti
Nel 1998 è stato intitolato a Sebastiano D'IMME il 3º corso biennale Allievi Marescialli dell'Arma dei Carabinieri.
Alla sua memoria è intitolata, dal 21 maggio 2008, la Caserma dell'Arma sede del Comando Compagnia Carabinieri di Gela (CL).
Successivamente è stata intitolata alla memoria del Maresciallo anche la Sezione dell'Associazione Nazionale Carabinieri di Gela.